# Bato Govedarica
Bato Zdravko Govedarica (Chicago, 17 aprile 1928 – Hinsdale, 13 marzo 2006) è stato un cestista statunitense, professionista nella NBA.

## Carriera
Venne selezionato dai Syracuse Nationals al terzo giro del Draft NBA 1951 (24ª scelta assoluta).